# Szigeti gezerigó
A szigeti gezerigó (Mimus graysoni) a madarak osztályának a verébalakúak (Passeriformes) rendjéhez és a gezerigófélék (Mimidae) családjához tartozó faj.

## Rendszerezése
A fajt George Newbold Lawrence amerikai amatőr ornitológus írta le 1871-ben, a Harporhynchus nembe Harporhynchus graysoni néven. Tudományos faji nevét Andrew Jackson Grayson amerikai ornitológus tiszteletére kapta.

## Előfordulása
A Mexikóhoz tartozó Revillagigedo-szigetek legnagyobb tagján, Socorro szigetén honos. Természetes élőhelyei a szubtrópusi vagy trópusi lombhullató erdők. Állandó, nem vonuló faj.

## Megjelenése
Testhossza 27 centiméter.

## Életmódja
Mindenevő, rovarokkal, levelekkel és gyümölcsökkel táplálkozik.

## Természetvédelmi helyzete
Az elterjedési területe nagyon kicsi, egyedszáma 190-280 példány közötti, viszont stabil. Invazív, nem őshonos fajok és betegségek veszélyeztetik, valamint élőhelyeinek beépítése. A Természetvédelmi Világszövetség Vörös listáján súlyosan veszélyeztetett fajként szerepel.